# 米谷尚真
米谷 尚真（よねや なおまさ、1984年6月7日 - ）は日本の男性ファッションモデル。特技はバスケットボール。タイクーンモデルエージェンシー所属。

## 出演

### 雑誌
- monoマガジン
- BOON
- Cawaii!
- ゼクシィ

### Still
- HONDA [エコエコキャンペーン]
- ノートン2007 [セイブ＆リストアパッケージ]
- 伊勢丹 [リクルート]
- KOOL
- 全国信用金庫

...etc.

### CM
- トヨタ [レクサス]
- サントリープロテインウォーター
- 日商ベックス

### Show
- ヨコハマ グランド インターコンチネンタルホテル
- ブリランテ武蔵野
- ムラサキスポーツ
- バンタン
- 09東京モーターShow [HONDA]
- ミスタードーナツ40周年式典

...etc.

### その他
- 遠鉄百貨店
- 福田屋百貨店
- 東京ゆかた [カタログ]
- ステランベルジュ [カタログ]
- Stylish [カタログ]